# Ministério do Poder Popular do Petróleo
O Ministerio del Poder Popular de Petróleo é um dos órgãos que compõem a Diretoria Executiva do Governo Venezuelano e é o Diretor de Assuntos de Política Petrolífera, diretamente subordinado à Presidência da República Bolivariana Venezuela. Nascido em junho de 2016, juntamente com o Ministerio del Poder Popular para el Desarrollo Minero Ecológico, após a dissolução do Ministerio del Poder Popular de Petróleo y Minería.